# 2022 en Bolivie
Chronologie de la Bolivie
- 2018
- 2019
- 2020
- 2021
- 2022
- 2023
- 2024
- 2025
- 2026

Cet article présente les faits marquants de l’année 2022 du calendrier grégorien en Bolivie.

## Événements

### Janvier
- x

### Février
- x

### Mars
- x

### Avril
- x

### Mai
- x

### Juin
- x

### Juillet
- x

### Août
- x

### Septembre
- x

### Octobre
- 22 octobre : Début des manifestations violentes à Santa Cruz de la Sierra, capitale du département de Santa Cruz et chef-lieu de la province d'Andrés Ibáñez, et dans sa région, avec des blocages de rues, d'avenues et de routes interdépartementales pour exiger que le chef de l’Etat, Luis Arce effectue un recensement de la population d’ici à 2023, car la distribution de fonds publics et l'attribution de sièges au Parlement dépendent de la population des régions. Or, la région de Santa Cruz, gouvernée par l’opposition de droite, estime être défavorisée par un recensement obsolète datant de plus de dix ans.

### Novembre
- 26 novembre : la Chambre des députés adopte le projet de loi du gouvernement prévoyant de garantir la tenue du recensement en mars 2024, à la suite de quoi la région de Santa Cruz qui exigeait la tenue, avant les élections de 2025, d’un recensement servant à recalculer la répartition des sièges au Parlement et les ressources publiques, suspend, les manifestations, parfois violentes, qu'elle menait depuis trente-six jours contre le gouvernement, manifestations qui ont fait, Selon le gouvernement, quatre morts et plus de cent soixante-dix blessés [1].

### Décembre
- x

## Décès
- x

#### L'année sportive 2022 en Bolivie
- Bolivie aux Jeux olympiques d'hiver de 2022
- Tournoi d'ouverture du championnat de Bolivie de football 2022
- Tournoi de clôture du championnat de Bolivie de football 2022
- Tournoi de tennis de Bolivie (WTA 2022)

#### L'année 2022 dans le reste du monde
- L'année 2022 dans le monde
- 2022 par pays en Amérique • 2022 au Canada, 2022 au Québec, 2022 aux États-Unis, 2022 au Brésil, 2022 au Mexique
- 2022 en Europe, 2022 en Belgique, 2022 en France, 2022 en Italie, 2022 en Suisse
- 2022 en Afrique • 2022 par pays en Asie • 2022 par pays en Océanie, 2022 en Océanie • 2022 en Antarctique
- 2022 aux Nations unies